# 1184 dans les croisades
Cette page regroupe les évènements concernant les Croisades qui sont survenus en 1184 :
- 30 septembre : mort d'Arnaud de Toroge, grand maître de l'Ordre du Temple[1].
- fin d'année : mort d'Agnès de Courtenay[2].
- Mort d'Hugues II Embriaco, seigneur du Gibelet[3].
- Mort de Guillaume de Tyr, archevêque de Tyr et chroniqueur[4].